# 莺王海菊蛤
是莺蛤目海菊蛤科海菊蛤属的一种。主要分布于马来西亚、中国大陆、台湾，常栖息在低潮限制潮下线水深5-30米浅水域，以右壳顶部固着于岩石或珊瑚礁上。